# No.9
no.9（ナンバー・ナイン）は、日本の作曲家、サウンドデザイナー、ギタリストである城 隆之（じょう たかゆき）のソロプロジェクト。千葉県出身。1973年1月25日生まれ。2007年にバンド「no.9 orchestra」を結成。ライブは主にno.9 orchestraで出演している。TVCMやweb広告などの音楽を数多く手掛け、公共交通機関や介護医療機器等のサウンドデザインも手掛けている。現在はSteve* musicという音楽レーベルのエグゼクティブ・プロデューサー。
東京パラリンピック2020開会式にてno.9の楽曲「Left the wind」が使用された

## ディスコグラフィ

### アルバム
no.9 Solo Album
- Calm and Ecstatic (2000, cubic music /JAPAN)
- mushi no ne (2001, cubic music /JAPAN)
- micro films (2003, Locust music /USA)
- Good morning (2007, Liquid note records /JAPAN)
- Usual Revolution and nine (2008, Liquid note records /JAPAN)
- http://9-9-9-9-9.com (2009, Liquid note records /JAPAN)
- The History of the Day (2013, Liquid note records /JAPAN)
- Switch of LIFE(2018, Steve* Music / JAPAN)

no.9 orchestra Album
- Breath in Silence (2014, Liquid note records /JAPAN)

### コンピレーション・アルバム
- Love SQ(2009, スクウェア・エニックス)
- Ryuichi Sakamoto TRIBUTE (2012, croix mode)

## サウンドデザイン
- JAL搭乗改札機（2010）[1]

## no.9 orchestra
no.9のライブバンドとして2007年結成。
no.9の4th album「Good morning」のリリースに合わせて、当初はno.9自身の楽曲をバンドアレンジにしたものを演奏するために結成され、2007年6月10日に浅草アサヒアートスクエアにて初ライブを開催。初演のメンバー構成はツインドラム、ツインピアノ、ツインギター、ヴァイオリン、ベースの編成となっていた。no.9自身は指揮をとりながらPCとクラシック・ギター、ハーモニカなど演奏。以降、代官山UNIT、金沢21世紀美術館でのワンマン、大阪万博記念公園、青山月見ル君想フ、渋谷duo MUSIC EXCHANGE、渋谷WWWなどで演奏している。
その後、メンバーや編成は大きく入れ替わっている。作曲家でもあるギタリスト伊藤智也と大場傑、ドラマーとしてNETWORKSの濱田真一郎とベーシスト佐久間慶太の加入により現在のメンバー構成になっている。初期メンバーで今も参加しているのはバイオリンの竹下文子のみ。
結成から7年後、初のバンド編成でのアルバム「Breath in Silence」を発表。no.9名義のアルバムには収録されていなかったが、コンピレーション・アルバム「MELLOW BEATS, FRIENDS&LOVERS」（橋本徹監修）に収録されていた「after it」など、自身の作品とは違ったバンドアレンジの作品となっている。

### メンバー
- no.9（Compose、PC、Guitar）
- 伊藤智也（Compose、Guitar）
- 大場傑（Compose、Piano、Synthesizer）
- 竹下文子（Violin）
- 濱田真一郎（Drums）
- 佐久間慶太（Bass）

サポートメンバー
- sinsuke fujieda（Soprano Saxophone、flute）
- michi（visual）